# Patti McLeod
Pour les articles homonymes, voir McLeod.
Patti McLeod est une femme politique (yukonnaise) canadienne.
Elle est élue députée qui représente de la circonscription du Lac Watson à l'Assemblée législative du Yukon lors de l'élection yukonnaise du 11 octobre 2011 et elle est membre du caucus du Parti du Yukon.
Le mardi 10 mai 2016, elle succède à David Laxton au poste de la Présidente de l'Assemblée législative du Yukon à la suite de sa démission en raison d'une allégation de harcèlement sexuel.